# Henry Alejandro Rodríguez
Henry Alejandro Rodríguez Muñoz (nacido en Maracay, Estado Aragua, el 9 de febrero de 1990), conocido también por su apodo "Pollito", es un beisbolista profesional venezolano que juega en las posiciones de segunda base, campocorto y tercera base En la Liga Venezolana de Béisbol Profesional juega con el equipo de Unión Laguna.

Inició su carrera en el año 2009 con las Águilas del Zulia. En 2013 pasa a los Leones del Caracas tras un cambio por el también utility Hernán Pérez, quien más tarde pasaría a formar parte de los Tigres de Aragua; equipo al cual llegaría en enero de 2018 una vez finalizada la ronda semifinal junto con Jesús Aguilar tras un nuevo cambio que involucró al receptor Juan Graterol, el infielder José Rondón y el lanzador Alejandro Chacín.